# Cœur de métier
Le cœur de métier est une expression du jargon managérial traduite de l'américain core business pour désigner l'activité principale d'une entreprise qui ne doit pas être externalisée dans le cadre d'une restructuration visant à augmenter la profitabilité pour les actionnaires dans l'injonction : « Il faut se recentrer sur le cœur de métier ! ». 
Les fonctions support, autre expression de jargon managerial désignant l'administration, ne font pas partie du cœur de métier.

## Processus constitutifs
```

```

1. Le processus de détection du marché, c'est-à-dire toutes les activités de collecte d'informations commerciales et d'action sur ces informations.
2. Le processus de réalisation de nouvelles offres : couvrant toutes les activités de recherche, de développement et de lancement de nouvelles offres de qualité rapidement et dans les limites du budget.
3. Le processus d'acquisition de clients : toutes les activités de définition du marché cible et de prospection de nouveaux clients
4. Le processus de gestion des relations avec la clientèle comprend toutes les activités visant à approfondir la compréhension, les relations et les offres aux clients individuels.
5. Le processus de gestion de l'exécution des commandes comprend toutes les activités de réception et d'approbation des commandes, d'expédition dans les délais et de recouvrement des paiements.

Pour réussir, une entreprise doit rechercher des avantages concurrentiels au-delà de ses propres activités. L'entreprise doit examiner la chaîne de valeur de la compétitivité de ses fournisseurs, de ses distributeurs et de ses clients. De nos jours, de nombreuses entreprises ont établi des partenariats avec des fournisseurs et des distributeurs spécifiques afin de créer un réseau de livraison de valeur supérieure.

## Effets
Une conséquence de la « concentration sur le cœur de métier » peut être la cession des activités « non essentielles » (par l'externalisation, la cession, la délocalisation), le désinvestissement, les fusions et acquisitions. La pratique de la production Lean permet également de réduire l'amplitude de la gamme verticale de fabrication - y compris au sein du cœur de métier. Les réductions de coûts obtenues grâce à ces mesures peuvent améliorer la rentabilité durable d'une entreprise. A contrario, il peut être judicieux de compléter le cœur de métier par des activités complémentaires, par exemple en ajoutant un service de maintenance à la vente d'équipements.